# Creed Bratton
Creed Bratton (Los Angeles, 8 de fevereiro de 1943) é um músico e ator americano, mais conhecido por interpretar o personagem Creed Bratton na série da NBC The Office.

## Filmografia
| Ano       | Título                          | Papel                                                        | Observações                                              |
| --------- | ------------------------------- | ------------------------------------------------------------ | -------------------------------------------------------- |
| 1967–1969 | American Bandstand              | Ele mesmo                                                    |                                                          |
| 1967      | The Hollywood Palace            | Ele mesmo                                                    |                                                          |
| 1968      | With Six You Get Eggroll        | Ele mesmo                                                    |                                                          |
| 1968–1969 | It's Happening                  | Ele mesmo                                                    |                                                          |
| 1969      | Playboy After Dark              | Ele mesmo                                                    |                                                          |
| 1975      | Kolchak: The Night Stalker      | Man Entering Lab                                             | Episódio "Primal Scream"                                 |
| 1977      | Quincy M.E.                     | Young Man                                                    | Episódio "No Deadly Secret"                              |
| 1977      | Eight is Enough                 |                                                              | Episódio "Mortgage Burnin' Blues"                        |
| 1983      | Heart Like a Wheel              | Photographer                                                 |                                                          |
| 1985      | Mask                            | Carnival Ticket Taker                                        |                                                          |
| 1986      | A Fighting Choice               | Court Clerk                                                  |                                                          |
| 1987      | U.S. Marshals: Waco & Rhinehart | Agent Jones                                                  |                                                          |
| 1987      | The Wild Pair                   | Dalton                                                       |                                                          |
| 1988      | Seven Hours To Judgement        | Subway Worker                                                |                                                          |
| 1991      | Neon City                       | Guard at Neon                                                |                                                          |
| 1994      | Secret Sins Of The Father       | Gas Station Worker                                           |                                                          |
| 2004      | The War Of Gene                 | Captain Clark                                                |                                                          |
| 2005–2013 | The Office                      | Creed Bratton                                                |                                                          |
| 2006      | The Bernie Mac Show             | Funeral Home Employee                                        | Episódio "Bernie's Angels"                               |
| 2006      | The Manual                      | Major. Edwards                                               |                                                          |
| 2007–2008 | Today                           | Ele mesmo                                                    | Episódios de 26 de outubro de 2007 e 24 de junho de 2008 |
| 2008      | Just One Of The Gynos           | Dr. Gus Callery                                              |                                                          |
| 2008      | 6th Annual TV Land Awards       | Ele mesmo                                                    |                                                          |
| 2008      | Celebrity Family Feud           | Ele mesmo                                                    |                                                          |
| 2009      | Labor Pains                     | John Abbotts                                                 |                                                          |
| 2010      | In Gayle We Trust               | Denny Potter                                                 | Dois episódios                                           |
| 2010      | Funny or Die Presents           | Ele mesmo                                                    | Quatro episódios                                         |
| 2010      | The Forgotten                   | Guy                                                          | Episódio "Double Doe"                                    |
| 2011      | The Ghastly Love Of Johnny X    | Rock & Roll Crooner "Mickey O'Flynn" (the Man with the Grin) | Pós-produção                                             |
| 2011      | I Am Ben                        | Dr. Cobb                                                     | Pós-produção                                             |
| 2011      | Terri                           | Uncle James                                                  | Pós-produção                                             |

## Discografia

### Álbuns
- 1967 – Let's Live For Today
- 1968 – Feelings
- 1968 – Golden Grass
- 1969 – Lovin' Things
- 2001 – Chasin' The Ball
- 2001 – The 80's
- 2002 – Coarsegold
- 2008 – Creed Bratton
- 2010 – Bounce Back

### Singles
- 1967 – "Let's Live for Today" / "Depressed Feeling "
- 1967 – "Things I Should Have Said" / Tip of My Tongue "
- 1967 – "Wake Up, Wake Up" / No Exit "
- 1968 – "Melody for You" / Hey Friend"
- 1968 – "Feelings" / "Here's Where You Belong"
- 1968 – "Midnight Confessions" / "Who Will You Be Tomorrow "
- 1969 – "Bella Linda" / "Hot Bright Lights "
- 1969 – "Melody For You" / "All Good Things Come To An End"
- 1969 – "Lovin' Things" / "You and Love are the Same "
- 1969 – "The River is Wide" / "(You Gotta) Live for Love "